# Szantósa
A szantósa vagy szamtósa szanszkrit szó (संतोष), jelentése megelégedettség, elégedettnek lenni. Összetett szó: szam/szan (सं, सम्) és tósa (तोष, तुष्, tuṣh gyökből). Szam/szan jelentése: "teljesen", tósa jelentése: "elégedettség", "elfogadás". A szantósa a teljes megelégedettség a külső körülményekkel.
Az ind filozófiában, vallásokban és a jógában használt szó és erény. Egyike a nijama erkölcsi előírásainak. 
Ez az elégedettség, belső nyugodtság azonban nem azonos a "nemtörődömség" passzivitásával, hanem rokonértelmű kifejezése a Bhagavad-Gítá "szamatvá"-jának (szamatva=nyugalom, megelégedettség, "közömbösség"), A szamatva egyike azoknak a belső erényeknek, melyeket a jóginak meg kell valósítania ahhoz, hogy szóban és tettben az abszolút kiegyensúlyozottságot elérje: "A megelégedettségből a legmagasabb fokú jóérzés származik", vagy másik fordításban: "A szamtósa eredménye a kifejezhetetlen boldogság". A jóga erkölcsi előírásai közül a szamtósát a Bhagavad-Gítá külön is hangsúlyozza: "A jóga neve: kiegyensúlyozottság" (szamatvam joga ucsjate).
A szamtósa egy olyan életlátásból fakadó megelégedettség, amely a tudat minden létformát azonosnak és egyenlőnek tekintő képességén alapszik. A szamtósa akkor szilárdul meg a jógiban, amikor a személyiség átformálásában eljut odáig, hogy a létesült világnak többé már nem kiszolgáltatottja, akit a teremtett világ határoz meg, hanem éber szemlélője és irányítója a létfolyamatoknak. Tudatában az élő és élettelen folyamatok és jelenségek egyenlő fogadtatásban részesülnek, hogy így teremtse meg önmagában az abszolút egyensúlyra való törekvés jógáját: "Az, aki részrehajlás nélkül szemléli szeretteit, barátait és ellenségeit, a közömböst, az idegent és a rokont, a becsületest és a becstelent, az messze kimagaslik". A jógi tudata az abszolút kiegyensúlyozottság állapotában feloldja a világot meghatározó ellentétek láncolatát. A tudat "szakrális tekintete" (vairágja) már nem érzékeli a nagy ellentétek - szép és rút, hideg és meleg, öröm és szenvedés - különbségét. Fölismerte, hogy a létesült világ értékbecslése önmagán belül történik meg. A tudat emeltsége vagy az anyag-mocsárban való reménytelen vergődése határozza meg, hogy mit fogad el igazi értékként és mi az, amit lebecsülve elutasít magától. A megszokott és általánosan elfogadott értékrendek "felrúgását" eredményezheti az a magatartás is, amely az emberi struktúra kezdetben birtokolt kozmikus egyensúlyának autentikus kisugárzódása. Ebben a helyzetben a jógi előtt a "sár, a kő vagy az arany egyenlő értékű". Az ember boldogságát vagy szenvedéseit, örömét vagy bánatát nem annyira a vele történő események határozzák meg, mint inkább a tudat odafordulása, az események belső feldolgozása. A világ mindig olyan, amilyennek látjuk és érezzük. A jóga ebben is a teljességre törekszik, amikor a megelégedettség attitűdjével kioltja az ellentétek megszokott tudati visszajelzését: testi kényelem vagy szenvedés, sikerek vagy kudarcok, hírnév vagy megaláztatás mind egyforma jelentőséggel bírnak. A jógi számára a gnosztikus önmegvalósítás révén megszerzett képességek (sziddhik) csupán eszközök, amelyekkel a létesült világ fölé emelkedhet. Innen már csak "lefelé" lehet nézni, mert a jógi a létesültek világának vonatkozásában rálátásra tett szert. Ezek az adottságok valódi képességek, tehát nincsen közük az egyén látásmódjának beszűküléséhez, vagy eltorzulásához. A jógiban megmaradnak illetve tovább tökéletesednek azok a képességek, amelyekkel a jelenségek eredeti, valódi értékét felbecsüli, megállapítja. Ezért, vagy mindezek ellenére úgy tekint rájuk, mint egyenlő értékű jelenségformákra, mert ha a tudati, szemléletnek és ítélőképességnek ez az "egyensúly-látása" megbillen, akkor ennek következménye az, hogy a tudat rendíthetetlen belső nyugalma (atharaxia) inog meg. A jóga módszere megteremti azt az abszolút lelki-szellemi egyensúlyt, ami a benső békesség (shánti), megszilárdult nyugalom (szthiratá) és csend (acsan-csalatá, niscsala níravatá) szintézise. Az említett tudattartalmak a belső átélés árnyaltságára utalnak, amennyiben a szakrális tartózkodást a tudati zavartalanság sugárzó nyugalmát éppúgy felölelik, mint a felszabadult életérzést.
A világgal szemben csak az képes a megelégedettségre, aki szakrális közömbösséggel (vairágja) tekint mindenre. Ezen a ponton már egymáshoz kapcsolódó és egymásból következő fogalmakkal, etikai normákkal találkozunk. Szamtósáról csak abban az esetben lehet szó, ha a tudat szakrális ürességét (szunjatá) nem zavarják a gondolatörvénylések (csitta-vritti). A szakrális semlegesség megelégedettségéhez vezető út a testen át vezet (tapasz). A megvalósítás végkifejletéhez (móksa, kaivalja), a belső aktivitás uralmához a jógi a cselekvést használja: "Ahhoz áll közel, aki erőteljesen törekszik feléje". A jógi törekvésének azonban párosulnia kell a tiszta szemlélettel, arai cselekedeteit mentesíti az önösségtől, hiszen lemond (tjága) a tettek gyümölcséről (elismerés, hírnév stb.) s így cselekedete önmagában tiszta (szattva) lesz: önuralom, áldozás, adakozás, előírások megtartása.

## Fordítás
- Ez a szócikk részben vagy egészben  a   Santosha című angol Wikipédia-szócikk fordításán alapul.  Az eredeti cikk szerkesztőit annak laptörténete sorolja fel. Ez a jelzés csupán a megfogalmazás eredetét és a szerzői jogokat jelzi, nem szolgál a cikkben szereplő információk forrásmegjelöléseként.